# 郑鉴录
《郑鉴录》是一系列朝鲜王朝时代中期成书的谶纬书的总称，包括《鉴诀》、《东国历代气数本宫阴阳诀》、《历代王都本宫数》、《三韩山林密记》等。其内容大致为置都汉城的李氏王朝将立国500年而亡，而其后继者将是置都鸡龙山的郑氏王朝，国祚将达800年。而郑氏的开国始祖将名为郑鉴，故名。该书被朝鲜王朝列为禁书，但在民间广泛传播，对民间宗教（朝鲜巫教）及民众运动都有影响。

## 概要
《郑鉴录》以李氏始祖李沁与郑氏始祖郑鉴二人的对话的形式写成。其中有破字、暗喻等等各种暗号式的技法，其文言可有多种解释。而且有许多异本，包括《鉴诀》、《东国历代气数本宫阴阳诀》、《历代王都本宫数》、《三韩山林密记》等。
书中预言了李氏王朝末期的战乱灾祸等末世论性质的内容，还有能于战乱中存活的“十胜之地”等風水地理学内容，以及易姓革命等内容。1569年郑汝立便利用了书中的内容发起了叛乱。19世纪后半，朝鲜王朝正是立国（1392年）500年之时，该书的记述与当时的许多政治、社会状况重合，使得易姓革命等思想越发泛滥。